# Carresse-Cassaber
Carresse-Cassaber é uma comuna francesa na região administrativa da Nova Aquitânia, no departamento dos Pirenéus Atlânticos. Estende-se por uma área de 13,74 km². Em 2010 a comuna tinha 684 habitantes (densidade: 49,8 hab./km²).